# Spilogona dasyops
Spilogona dasyops este o specie de muște din genul Spilogona, familia Muscidae. A fost descrisă pentru prima dată de Stein în anul 1910. Conform Catalogue of Life specia Spilogona dasyops nu are subspecii cunoscute.